# 200 mètres masculin aux Jeux olympiques d'été de 1964 (athlétisme)
Navigation
Rome 1960 Mexico 1968
L'épreuve du 200 mètres masculin aux Jeux olympiques de 1964 s'est déroulée les 16 et 17 octobre 1964 au Stade olympique national de Tokyo, au Japon. Elle a été remportée par l'Américain Henry Carr qui établit un nouveau record olympique en 20 s 3.

## Résultats

### Finale
| Rang               | Athlète          | Pays              | Temps  | Notes |
| ------------------ | ---------------- | ----------------- | ------ | ----- |
| Médaille d'or      | Henry Carr       | États-Unis        | 20 s 3 | OR    |
| Médaille d'argent  | Paul Drayton     | États-Unis        | 20 s 5 |       |
| Médaille de bronze | Edwin Roberts    | Trinité-et-Tobago | 20 s 6 |       |
| 4                  | Harry Jerome     | Canada            | 20 s 7 |       |
| 5                  | Livio Berruti    | Italie            | 20 s 8 |       |
| 6                  | Marian Foik      | Pologne           | 20 S 8 |       |
| 7                  | Richard Stebbins | États-Unis        | 20 s 8 |       |
| 8                  | Sergio Ottolina  | Italie            | 20 s 9 |       |

## Légende
Records et Performances
- AR : Record continental (area record)
- CR : Record des championnats (championship record)
- MR : Record du meeting (meet record)
- NR : Record national (national record)
- OR : Record olympique (olympic record)
- PR : Record paralympique (paralympic record)
- PB : Record personnel (personal best)
- SB : Meilleure performance personnelle de la saison (season's best)
- WL : Meilleure performance mondiale de l'année (world leader)
- WJR : Record du monde junior (world junior record)
- WR : Record du monde (world record)

Circonstances et Conditions
- DNF : N'a pas terminé (did not finish)
- DNS : N'a pas pris le départ (did not start)
- DQ : Disqualification (disqualification)
- NM : Aucun essai valable enregistré (No Mark)
- Q : Qualifié « directement » au prochain tour (ou à la prochaine compétition), lors d'une compétition majeure, grâce au classement ou à la réalisation des minima (automatic qualifier)
- q : Qualifié au prochain tour (ou à la prochaine compétition), lors d'une compétition majeure, grâce au repêchage ou à la réalisation de l'une des meilleures performances parmi celles des « non qualifiés directement » (grâce au meilleur temps ou à la meilleure distance par exemple) (secondary qualifier)